# Мічиф
Мічиф (фр. Michif) — змішана мова канадських метисів. У наш час на межі зникнення, кількість мовців на ній зовсім незначна (500–1000 осіб), в основному на заході Канади (провінція Манітоба).

## Характеристика
Структура мічиф унікальна. Вона носить саме складний змішаний характер і не є піджином або креольською мовою. Лексика мічиф змішана: іменні частини мови переважно французькі, а дієслова, навпаки, взяті з крі. Граматика також зберігає багато рис мови крі, що свідчить не про просту креолізації, а про гарне знання метисами як французької, так і крі. Лінгвісти вважають, що остаточна кристалізація основ цих двох мов в мічиф сталася в період між 1820–1840 рр. Канадські метиси в цілому були схильні до поступового переходу на французьку мову. Прикладом тому був сам активіст канадських метисів Луї Ріель, але вторгнення англійських колоністів з Онтаріо і мовна дискримінація франкофонів не дали метисам повністю перейти на французьку.